# Renku
Le renku (連句) (vers liés) ou haikai no renga (俳諧の連歌) (vers liés comiques) est un genre de poème collectif japonais. C'est l'une des trois grandes formes de poésie classique au Japon (les deux autres étant le haïku et le tanka). Le renku dérive d'une tradition plus ancienne de poésie collective appelée le renga. Pour composer un renku, les poètes se réunissent et composent, chacun leur tour, des vers allant de 14 à 17 mores. Au début, le genre appelé haikai no renga (« vers liés comiques ») se distinguait par le recours à des traits d'esprit humoristique et par sa vulgarité ; peu à peu, il est devenu une tradition poétique légitime et a fini par donner forme au haiku. Le genre semble avoir pris le nom de renku à partir du XXe siècle.

## Caractéristiques durenku
Pour composer un renku, les poètes se réunissent à l'instigation d'un organisateur (shōshō). L'un d'eux est un invité d'honneur (kyaku), en général un poète au talent déjà reconnu, à qui l'on réserve de composer la première strophe (hokku). L'organisateur compose la deuxième strophe (waki) et la strophe finale (ageku).
Il existe deux grandes formes de renku. La première, et la plus ancienne, est appelée kazen (« génies poétiques ») : le poème comporte 36 strophes qui sont écrites sur deux feuilles d'écriture, ce qui donne donc quatre pages. La seconde est le han-kazen (« demi-kazen »), plus court, qui ne comprend que 17 strophes tenant sur une seule feuille, donc deux pages ; elle semble s'être développée au XVIIe siècle.

## Adaptation
Le renku a pu fournir une source d'inspiration aux cinéastes d'animation japonais : ainsi le renku de Jours d'hiver (Fuyu no hi), composé collectivement par Matsuo Bashō et plusieurs autres poètes japonais du XVIIe siècle, a fait l'objet d'une libre adaptation sous la forme d'une suite de courts métrages réalisés collectivement par 36 réalisateurs en majorité japonais sous la direction de Kihachirō Kawamoto. Comme pour un renku collectif classique, où c'est un invité d'honneur qui compose la première strophe du poème, c'est un invité, Youri Norstein, qui a été chargé de réaliser le court métrage correspondant à la première strophe.